# Mediaset España
 (mai 2023).
Si vous disposez d'ouvrages ou d'articles de référence ou si vous connaissez des sites web de qualité traitant du thème abordé ici, merci de compléter l'article en donnant les références utiles à sa vérifiabilité et en les liant à la section « Notes et références ».
Grupo Audiovisual Mediaset España Comunicación, S.A.U. (anciennement Gestevisión Telecinco S.A.) est un groupe audiovisuel espagnol créé en 1989, construit autour de la chaîne de télévision commerciale hertzienne Telecinco.

## Histoire

### Création
Mediaset España est l'un des premiers groupe audiovisuel espagnol. Le groupe obtient, avec Antena 3 de Televisión et Prisa TV, une concession de 10 ans pour diffuser une chaîne nationale privée. Tele 5 devient, en 1990, la deuxième chaîne privée d'Espagne.
Telecinco entre en bourse à partir de 2004.

### Arrivée de la TDT
Au lancement de la télévision numérique terrestre (TDT) en Espagne le 30 novembre 2005, chaque chaîne analogique s'est vu attribuer deux nouveaux canaux supplémentaires. 
Mediaset España Comunicación avait donc lancé deux nouvelles chaînes : 
- Telecinco Estrellas qui diffusait d'anciennes séries de Telecinco (Médico de Familia, Al salir de Clase, Hermanas, Los Serrano...) et des films.
- Telecinco Sport qui retransmettait Eurosport News.

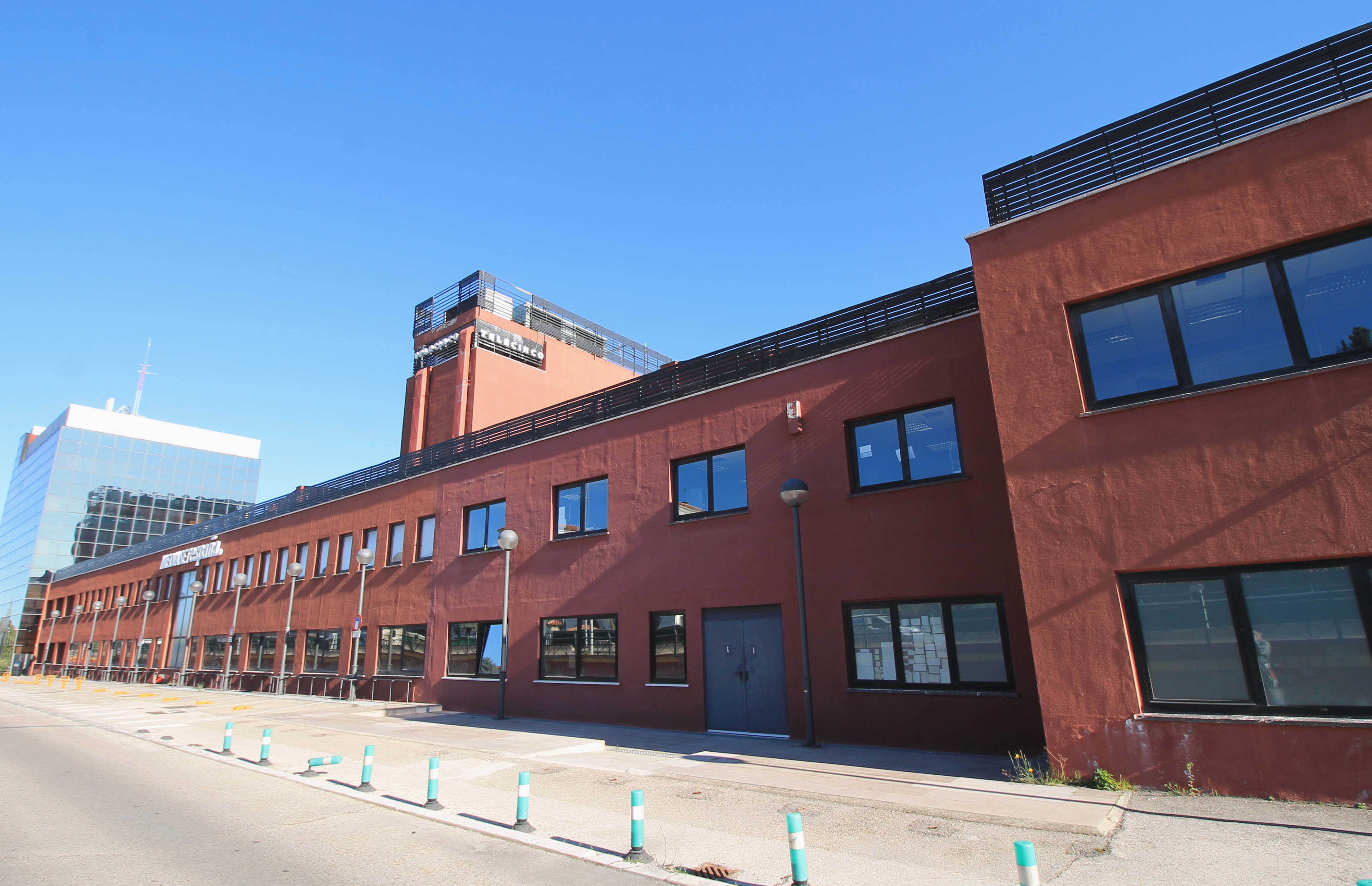
Siège de Mediaset España, à Madrid.

En 2008, Telecinco Estrellas devient Factoría de Ficción (toujours axée sur les séries espagnoles) et Telecinco Sport se transforme en Telecinco 2 (actuellement La Siete), une mini-généraliste.

### Fusion Telecinco-Cuatro
Le 18 décembre 2009, Mediaset, actionnaire majoritaire du groupe, et Prisa, ont présenté un accord de fusion des chaînes gratuites Telecinco et Cuatro. 
Après l'accord de fusion, Cuatro et sa licence de diffusion se sont séparés de Prisa TV et ont été acquis à sa totalité à Mediaset España Comunicación. 
Prisa obtient 18 % du groupe Mediaset España Comunicación. Avec cet accord de fusion, Mediaset entre au capital de Digital+ à hauteur de 22 %.
Quelques mois après, en août 2010, 40 Latino a cessé ses émissions sur la TDT pour être remplacé par Canal+ Dos.
Le 31 décembre 2010, CNN+ a cessé ses émissions à cause de l'expiration du contrat.
En janvier 2011, Informativos Telecinco et Noticias Cuatro ont fusionné les matériels et ont effectué des échanges de présentateurs.

Après cet accord, Mediaset España est devenu le groupe ayant le plus d'audience d'Espagne.
Le groupe avait un total de 8 chaînes sur la TDT : TelecincoHD, CuatroHD, La Siete, Factoría de Ficción, Boing, Divinity, La Tienda en Casa et Energy.
Cependant, le 6 mai 2014, le Tribunal Suprême annule les concessions de La Siete et de Nueve (remplaçante entre 2013 et 2014 de La Tienda en Casa) ; toutes deux ont été fermées.

### Noms
- Gestevisión Telecinco : 1989-2011
- Mediaset España : depuis 2011

### Audiences
Cuatro a rejoint le groupe fin décembre 2010.
| Année | Janvier | Février | Mars   | Avril  | Mai    | Juin    | Juillet | Août   | Septembre | Octobre | Novembre | Décembre | Moyenne annuelle |
| ----- | ------- | ------- | ------ | ------ | ------ | ------- | ------- | ------ | --------- | ------- | -------- | -------- | ---------------- |
| 2007  | 20,8 %  | 20,0 %  | 20,1 % | 20,2 % | 21,0 % | 20,8 %  | 20,2 %  | 19,1 % | 21,2 %    | 21,6 %  | 20,7 %   | 19,1 %   | 20,4 %           |
| 2008  | 19,1 %  | 19,3 %  | 19,2 % | 19,3 % | 19,9 % | 19,0 %  | 18,1 %  | 15,2 % | 18,1 %    | 18,3 %  | 18,0 %   | 16,7 %   | 18,4 %           |
| 2009  | 16,1 %  | 15,5 %  | 15,6 % | 15,2 % | 15,6 % | 16,8 %  | 14,8 %  | 15,4 % | 17,5 %    | 16,7 %  | 16,7 %   | 16,6 %   | 16,0 %           |
| 2010  | 16,3 %  | 16,4 %  | 15,8 % | 17,0 % | 17,5 % | 18,3 %  | 19,1 %  | 17,1 % | 17,4 %    | 18,9 %  | 18,4 %   | 18,4 %   | 17,5 %           |
| 2011  | 24,9 %  | 25,8 %  | 25,9 % | 25,0 % | 26,4 % | 27,8 %  | 28,7 %  | 27,4 % | 25,9 %    | 26,6 %  | 26,3 %   | 26,3 %   | 26,4 %           |
| 2012  | 26,9 %  | 27,5 %  | 27,9 % | 26,8 % | 27,5 % | 31,8 %* | 28,4 %  | 27,2 % | 28,8 %    | 28,8 %  | 28,4 %   |          | 28,2 %           |

## Organisation

### Dirigeants
Présidents
- Germán Sánchez Ruipérez : 1989-1990
- Miguel Durán : 1990-1996
- Alejandro Echevarría : depuis 1996

### Capital
Le capital de Mediaset España Comunicación est détenu à 41,3 % par Mediaset, 18,3 % par Prisa, les minoritaires à 31,2 % et à 2,45 % par Corus Entertainment.

### Telecinco

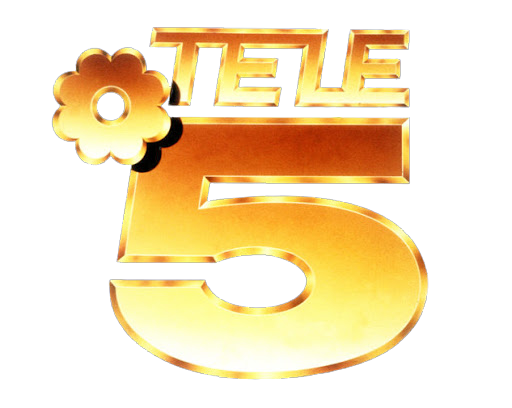
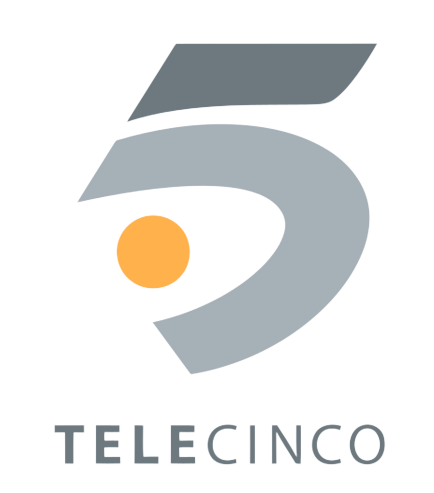

### Divinity

### Energy

### Nueve

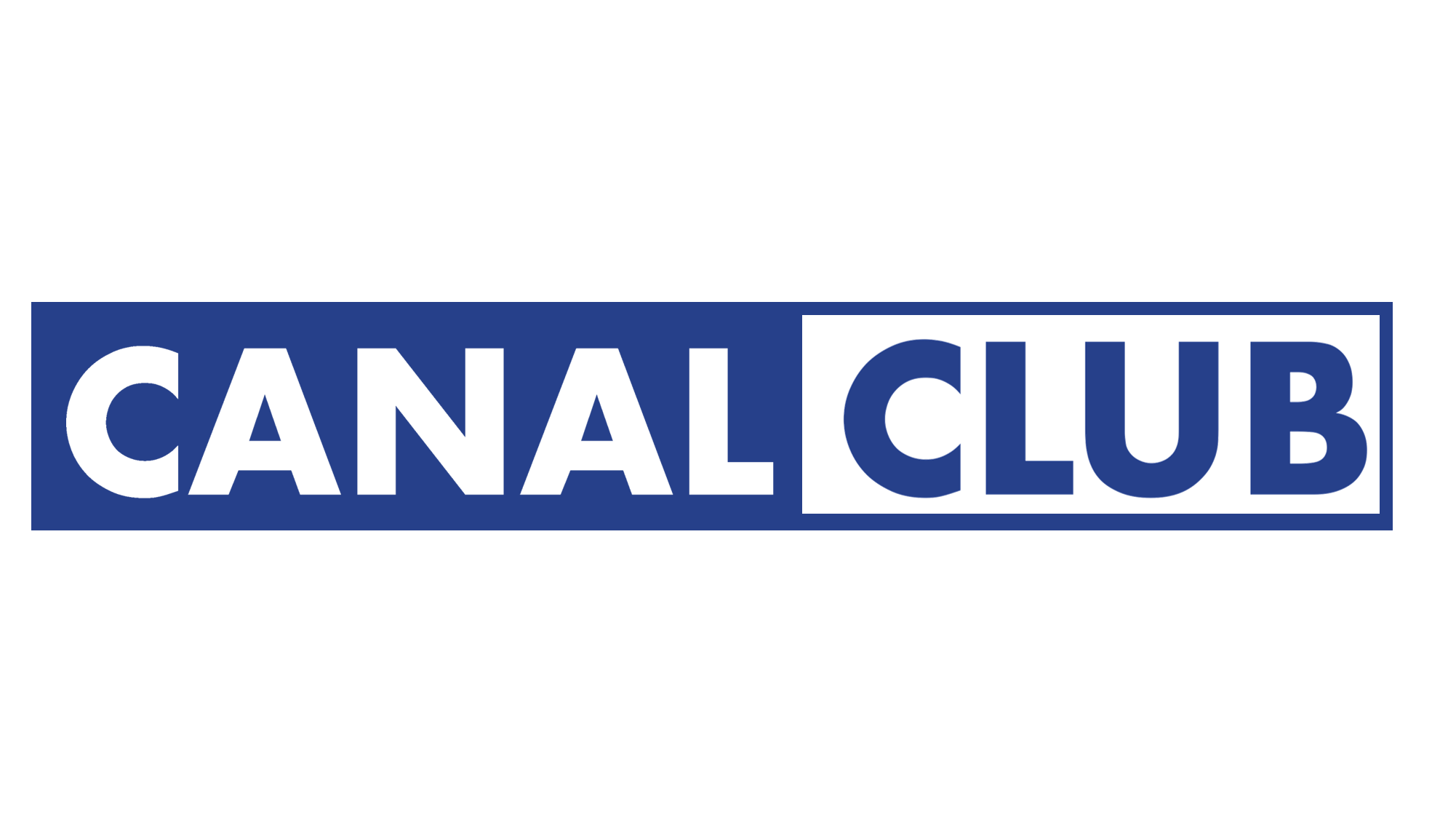

## Activités du groupe

### Chaînes de télévision
| Chaîne                                                                   | Date de création   |
| ------------------------------------------------------------------------ | ------------------ |
| Telecinco Chaîne généraliste.                                            | 3 mars 1990        |
| Cuatro Chaîne généraliste.                                               | 7 novembre 2005    |
| Factoría de Ficción Chaîne thématique consacrée aux séries et aux films. | 18 février 2008    |
| Boing Chaîne thématique pour la jeunesse.                                | 1er septembre 2010 |
| Divinity Chaîne thématique visant un public féminin.                     | 1er avril 2011     |
| Energy Chaîne thématique visant un public masculin.                      | 9 janvier 2012     |
| Be Mad TV Chaîne thématique consacrée aux documentaires.                 | 21 avril 2016      |

## Histoire

### Factoría De Ficción

2005-2008
2008-2009
2009-2012
2012-actualmente

### LaSiete

2005-2008
2008
2008-2009
2009-2012
2012-2014

### Boing

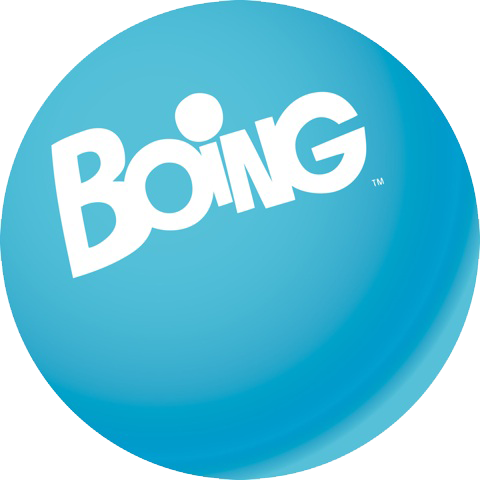
2010-2011
2016-À l'heure actuelle

### Anciennes chaînes de télévision
| Chaîne                                                                            | Date de création | Date d'arrêt      |
| --------------------------------------------------------------------------------- | ---------------- | ----------------- |
| Telecinco Sport Chaîne thématique consacrée à l'information sportive.             | 30 novembre 2005 | 17 février 2008   |
| Cincoshop Chaîne thématique de télé-achat.                                        | 1er janvier 2008 | 30 septembre 2010 |
| Gran Hermano 24 horas Chaîne thématique consacrée à la télé-réalité Gran Hermano. | 31 décembre 2010 | 1er mars 2011     |
| La Tienda en Casa Chaîne thématique de télé-achat.                                | 1er avril 2011   | 31 décembre 2012  |
| La Siete Chaîne mini-généraliste.                                                 | 18 février 2008  | 6 mai 2014        |
| Nueve Chaîne thématique visant un public féminin.                                 | 31 décembre 2012 | 6 mai 2014        |